# Market Tower
Market Tower – wieżowiec w Indianapolis, w stanie Indiana, w Stanach Zjednoczonych, o wysokości 128 m. Budynek został otwarty w 1988 i posiada 32 kondygnacje.